# Paese in via di sviluppo
     Paesi sviluppati
     Paesi in via di sviluppo
     Paesi meno sviluppati
     dati non disponibili

Mappa del mondo che mostra i Paesi in via di sviluppo in arancione, secondo il Fondo Monetario Internazionale.
Paesi sviluppati
Paesi in via di sviluppo
Paesi meno sviluppati
dati non disponibili

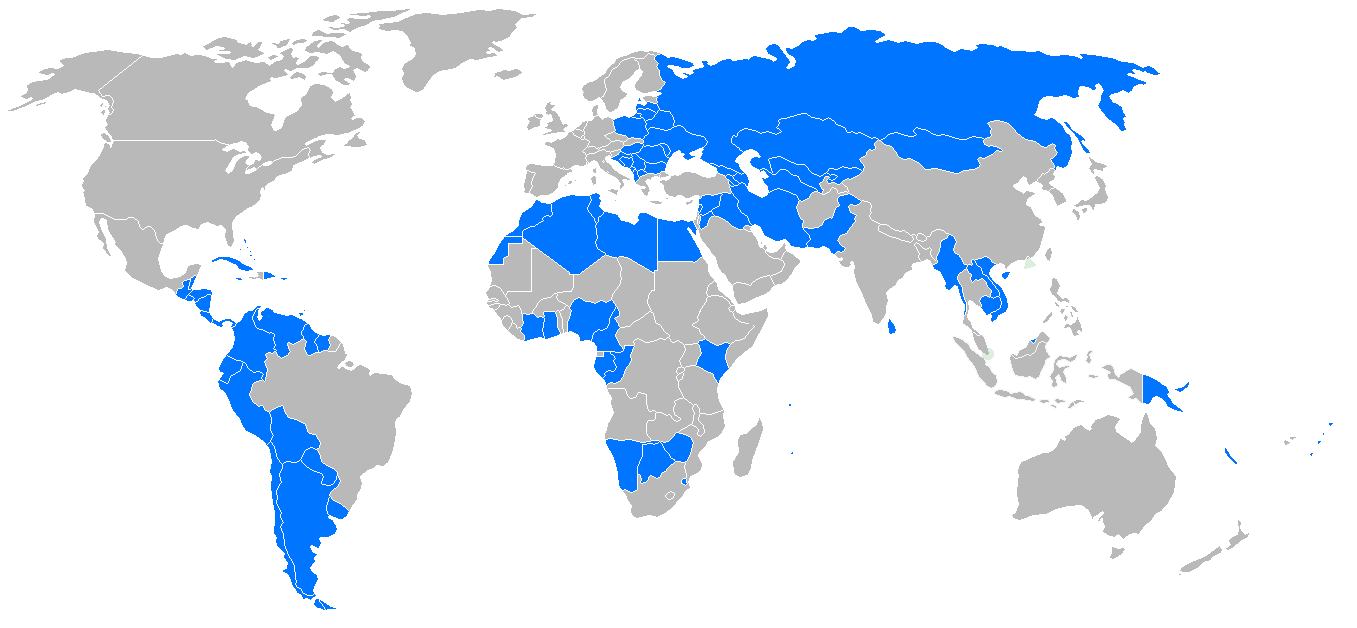
Mappa dei paesi che non sono tra i Paesi di recente industrializzazione o tra i Paesi meno sviluppati.

I Paesi in via di sviluppo sono quei Paesi le cui economie sono in pieno sviluppo economico a partire da uno stato di sottosviluppo o un'economia di transizione. Sebbene non abbiano ancora raggiunto lo status di Paesi sviluppati sono avanzati più di altri, che sono considerati Paesi meno sviluppati.

## Tipologia
I Paesi in via di sviluppo sono, secondo alcuni autori come Walter Whitman Rostow, Paesi in transizione da molteplici stili di vita tradizionali allo stile di vita moderno dalla rivoluzione industriale in Inghilterra nel XVIII e XIX secolo.
Un paese sottosviluppato potrebbe essere considerato in via di sviluppo od addirittura emergente:
- Quando supera un certo livello di sviluppo umano, Indice di sviluppo umano ISU superiore a 0,800,
- Ha un reddito pro capite generalmente superiore a 8000 dollari,
- Ha una certa dimensione di economia o distribuzione economica nonostante non abbia ISU superiore a 0,800 od un reddito pro capite elevato, come nel caso di: Cina, India, Indonesia ed altri.

Il cambiamento sociale è comune in questi Paesi, dove le popolazioni rurali migrano verso le città. Sono paesi che hanno uno standard di vita relativamente alto, una base industriale in via di sviluppo e un indice di sviluppo umano che può essere medio o alto.
Nella maggior parte dei Paesi emergenti esiste un livello di povertà ed alti tassi di formazione del capitale. Lo sviluppo richiede infrastrutture moderne (sia fisiche che istituzionali) e l'allontanamento da settori a basso valore aggiunto come l'agricoltura e l'estrazione di risorse naturali. In confronto, i Paesi sviluppati di solito hanno sistemi economici basati su una crescita economica continua e autonoma nei settori terziario e terziario avanzato, oltre ad avere standard di vita elevati.

## Uso del termine
L'applicazione del termine Paese in via di sviluppo o anche Paese emergente ad alcuni dei Paesi meno sviluppati potrebbe essere considerata inappropriata: alcuni Paesi poveri non stanno migliorando la loro situazione economica (come il termine implica), ma hanno vissuto periodi prolungati di crollo.

## Misura di sviluppo
Alcuni ricercatori in economia dello sviluppo, come Theodore Schultz, premio Nobel nel 1979, avevano scoperto che un contadino istruito nei Paesi in via di sviluppo è più produttivo di un contadino analfabeta, che investire nel capitale umano (istruzione, salute) come strumento efficace per lo sviluppo economico. Altri, come Mohammed Tamim, ritengono che lo sviluppo economico sia universalmente misurabile solo a livello di istruzione dal livello primario a quello universitario. In effetti, hanno scoperto che dove il livello di istruzione è alto, il livello di sviluppo è troppo alto. È anche cosa per avanzare un'ipotesi, che il tasso di iscrizione sia proporzionale al tasso di sviluppo economico e inversamente proporzionale al tasso di crescita della popolazione, lo sviluppo economico si misura dalla proporzione della forza lavoro nei settori moderni e aspettativa di vita alla nascita. Pertanto, il decollo Walter Whitman Rostow potrebbe essere attivato in un paese, se la sua popolazione è completamente istruita. Ciò richiede l'organizzazione di un programma di educazione mondiale, condizionato da un altro programma mondiale di controllo delle nascite e l'istituzione di un'organizzazione mondiale per l'attuazione di questa strategia di sviluppo.

## Misure e concetto di sviluppo
Il termine Paese in via di sviluppo si riferisce principalmente al grado di sviluppo economico, che non è necessariamente associato allo sviluppo sociale, in termini di istruzione superiore, salute od aspettativa di vita. Lo sviluppo di un Paese si misura con indici statistici come il reddito pro capite (PIL), l'aspettativa di vita, l'alfabetizzazione, ecc. L'ONU ha sviluppato l'ISU, un indicatore composto dalle statistiche sopra menzionate, per misurare il livello di sviluppo umano per i paesi in cui si trovano.
I Paesi in via di sviluppo sono generalmente Paesi che non hanno raggiunto un livello significativo di industrializzazione rispetto alle loro popolazioni e che non hanno un tenore di vita elevato. Esiste una forte correlazione tra reddito medio e crescita demografica elevata.
Le Nazioni Unite consentono a ciascuna nazione di decidere autonomamente se essere designata come "sottosviluppata" od "in via di sviluppo" (sebbene molti economisti ed altri osservatori ignorino la regola di auto-designazione delle Nazioni Unite).
Per moderare l'aspetto eufemistico del termine "in via di sviluppo", le organizzazioni internazionali hanno iniziato a utilizzare il termine Paesi meno sviluppati per indicare nazioni più povere che non possono in alcun senso essere classificate come in via di sviluppo. Questo mitiga anche la tendenza errata a credere che il tenore di vita in tutto il mondo in via di sviluppo sia lo stesso.
Il concetto di nazione in via di sviluppo si trova, in un termine o nell'altro, in numerosi sistemi teorici con orientamenti diversi - ad esempio, teorie della decolonizzazione, teologia della liberazione, marxismo, socialismo, antimperialismo - ed economia politica e futuro.

## Fonti di sottosviluppo
Non c'è accordo sulle cause del sottosviluppo. Alcune cause come il tempo hanno quasi unanimità tra gli esperti; ma il resto generalmente tende ad avere discrepanze più o meno supportate.
L'autore keniota Ali A Mazrui ha identificato il clima, il colonialismo ed i governi delle nazioni sottosviluppate come determinanti del sottosviluppo in Africa. Ma il numero di cause generali e specifiche non è chiuso, quindi l'elenco seguente non deve essere considerato esaustivo o definitivo.

### Economia
- Bassi risparmi che possono portare a bassi investimenti secondo il modello Harrod-Domar; Ma una grande quantità di risparmi e investimenti non implica ancora un forte sviluppo.
- Dominio delle regole commerciali da parte dei Paesi più ricchi.
- Usare le risorse per pagare gli interessi sui debiti.
- L'interesse geopolitico o commerciale che si crea rispetto ad altri Paesi;
- Riforme inadeguate imposte dalla controparte con finanziamento di ultima istanza, da un'organizzazione multilaterale (come il Fondo Monetario Internazionale e la Banca Mondiale) per uscire dalle situazioni di deficit di bilancio e di indebitamento in cui si trova il Paese.
- Mancanza di interesse e comprensione dell'idiosincrasia e della cultura nazionali da parte delle multinazionali.
- Teoria della dipendenza che premia la "divisione internazionale del lavoro" dell'economista David Ricardo, che ha proposto che ogni Paese si specializzi in quelli che ha definito "vantaggi comparativi", un tipo di produzione che ogni Paese può fare meglio con i propri prodotti e servizi.

### Sociale
- Attitudini e abilità intrinseche
  - atteggiamenti e cultura delle persone;
  - abilità e comportamento delle élite e dei leader; corruzione.
- Alti tassi di fertilità e alti tassi di natalità
- Strutture e istituzioni legali;
- Luogo del Paese in un sistema storico e culturale

## Paesi in via di sviluppo per continente
In America
- Belize
- Bolivia
- Dominica
- Ecuador
- El Salvador
- Grenada
- Guatemala
- Guyana
- Honduras
- Giamaica
- Nicaragua
- Paraguay
- Rep. Dominicana
- Saint Vincent e Grenadine
- Saint Lucia
- Suriname

In Africa
- Algeria
- Capo Verde
- Camerun
- Rep. del Congo
- Costa d'Avorio
- Egitto
- Gabon
- Ghana
- Kenya
- Libia
- Marocco
- Namibia
- eSwatini
- Tunisia
- Zimbabwe

In Asia
- Armenia
- Azerbaigian
- Georgia
- Iraq
- Iran
- Giordania
- Kirghizistan
- Libano
- Maldive
- Mongolia
- Pakistan
- Siria
- Sri Lanka
- Tagikistan
- Turkmenistan
- Uzbekistan
- Vietnam

In Europa
- Albania
- Bosnia ed Erzegovina
- Macedonia del Nord
- Moldavia
- Serbia
- Ucraina

In Oceania
- Micronesia
- Figi
- Isole Marshall
- Nauru
- Papua Nuova Guinea
- Samoa
- Tonga

### Paesi in via di sviluppo che potrebbero essere sviluppati in futuro
In questo elenco sono presenti i paesi in via di sviluppo che hanno la virtù di diventare paesi sviluppati in decenni o in alcuni anni, nell'elenco sono i seguenti, secondo i criteri e le statistiche:
In America
- Antigua e Barbuda
- Bahamas
- Barbados
- Brasile
- Cile
- Colombia
- Costa Rica
- Messico
- Panama
- Perù
- Saint Kitts e Nevis
- Trinidad e Tobago
- Uruguay

In Africa
- Botswana
- Guinea Equatoriale
- Mauritius
- Nigeria
- Seychelles
- Sudafrica

In Asia
- Arabia Saudita
- Bahrein
- Brunei
- Qatar
- Cina
- Emirati Arabi Uniti
- Filippine
- India
- Indonesia
- Kazakistan
- Kuwait
- Malaysia
- Oman
- Thailandia
- Turchia
- Vietnam

In Europa
- Andorra
- Bielorussia
- Bulgaria
- Croazia
- Montenegro
- Romania

In oceania
- Palau
- Micronesia

In Asia-Europa
- Russia

### Paesi che sono usciti dall'essere classificati come in via di sviluppo
Nella seguente lista ci sono le nazioni che hanno fatto parte del gruppo di nazioni sviluppate negli ultimi 25 anni perché hanno economie ad alto reddito, alto e molto alto PIL, tra più settori.
- Cipro (dal 2001)
- Slovacchia (dal 2009)
- Slovenia (dal 2007)
- Estonia (dal 2011)
- Ungheria (Le statistiche classificano l'Ungheria come una nazione sviluppata)
- Lettonia (dal 2014)
- Liechtenstein (Le statistiche elencano il Liechtenstein come nazione sviluppata)
- Lituania (dal 2015)
- Malta (dal 2008)
- Polonia (Le statistiche classificano la Polonia come una nazione sviluppata)
- Rep. Ceca (dal 2006)
- San Marino (dal 2012)